# Бакиркьой (станція)
40°58′49″ пн. ш. 28°52′21″ сх. д. / 40.980310292037° пн. ш. 28.872555086412° сх. д.
Бакиркьой (тур. Bakırköy) — залізнична станція розташована на фракійській стороні Босфора, мікрорайон Зеїтинлік, Бакиркьой, Стамбул.
Станція, розташована на залізниці Стамбул-Сіркеджі-Пітіон, відкрита 22 липня 1872, як Макрикьой

Станція обслуговує приміські поїзди B1 (Халкали - Гебзе & Атакьой - Пендік) оператора TCDD Taşımacılık.
Конструкція — наземна відкрита з однією острівною та однією береговою платформою.

## Пересадки
- Автобуси: 50B, 73B, 76, 76B, 76C, 76V, 76Y, 79B, 89YB, 94Y, 98, 98A, 98AB, 98B, 98D, 98E, 98G, 98H, 98K, 98M, 98MB, 98S, 98T, 98TB, 98Y, 146
- Маршрутки:
  - Бакиркьой - Бакиркьой-метро,
  - Бакиркьой - Ікітеллі,
  - Бакиркьой - Ікітеллі-кьоїчі,
  - Бакиркьой - İSTOÇ,
  - Бакиркьой - Поліс-ложманлари,
  - Бакиркьой - Соганли,
  - Бакиркьой - Єнібосна-метро,
  - Бакиркьой-метро - Барбарос-махаллесі,
  - Бакиркьой-метро - İSTOÇ,
  - Бакиркьой-метро - Ормантепе - Коджасінан-махаллесі,
  - Бакиркьой-метро - Єнібосна-метро,
  - Бакиркьой-метро - Єнімахалле-метро

## Визначні місця
- Площа Свободи Бакиркьой
- Підземний базар Бакиркьой
- Муніципалітет Бакиркьой
- Кладовище Бакиркьой-Зухарат Баба

## Сервіс
| Попередня станція  | Лінія | Лінія             | Лінія                     | Наступна станція         |
| ------------------ | ----- | ----------------- | ------------------------- | ------------------------ |
| Халкали            |       | Yüksek Hızlı Tren |                           | Сьог'ютлючешме до Анкара |
| Халкали            |       | Yüksek Hızlı Tren | Сьог'ютлючешме до Караман |                          |
| Халкали            |       | Анкара-Експрес    |                           | Сьог'ютлючешме до Анкара |
| Атакьой до Халкали |       | Мармарай          |                           | Єнімахалле до Гебзе      |